# سنجاب أحمر الذيل
سنجاب أحمر الذيل (بالإنجليزية: Red-tailed squirrel)‏ هو أحد أنواع السناجب وينتشر في المناطق الممتدة من جنوب أمريكا الوسطى إلى شمال أمريكا الجنوبية.